# Pete Kozma
Peter Michael Kozma (né le 11 avril 1988 à Tulsa, Oklahoma, États-Unis) est un joueur d'arrêt-court des Ligues majeures de baseball sous contrat avec les Yankees de New York.
Il évolue de 2011 à 2015 pour les Cardinals de Saint-Louis et, même s'il ne joue pas cet automne-là, est membre du club lors de sa victoire en Série mondiale 2011.

## Carrière

### Cardinals de Saint-Louis
Pete Kozma est le choix de première ronde des Cardinals de Saint-Louis et 18e joueur sélectionné au total par un club du baseball majeur au repêchage amateur de juin 2007.
Il fait ses débuts dans les majeures pour les Cardinals le 18 mai 2011. Appelé comme frappeur suppléant dans une partie face aux Astros de Houston, il réussit son premier coup sûr au plus haut niveau, un double face au lanceur Bud Norris qui lui permet de récolter son premier point produit. Il termine par la suite le match au deuxième but, position inhabituelle pour lui qui était joueur d'arrêt-court dans les ligues mineures. Il dispute 16 parties avec Saint-Louis avant de reprendre le chemin des mineures à la fin juin. Au cours de son premier séjour avec les Cardinals, Kozma est utilisé 10 fois au deuxième but, trois fois à l'arrêt-court et une fois au troisième but. 
Rappelé à la fin août 2012 pour remplacer chez les Cardinals l'arrêt-court Rafael Furcal, blessé, Kozma se distingue en 26 matchs avec deux circuits, 14 points produits et une moyenne au bâton de ,333. Il frappe son premier coup de circuit dans le baseball majeur le 23 septembre aux dépens du lanceur Justin Germano des Cubs de Chicago. Ses succès se poursuivent en séries éliminatoires avec un simple de deux points en neuvième manche du dernier match de la Série de divisions de la Ligue nationale, ce qui permet aux Cardinals d'éliminer les Nationals de Washington.
Furcal est blessé toute la saison 2013 et les Cardinals doivent se tourner vers Kozma pour occuper l'arrêt-court à temps plein. Il s'acquitte mal de sa tâche avec une faible moyenne au bâton de ,317 et un pourcentage de présence sur les buts de ,273 en 143 matchs joués, avec un circuit et 35 points produits. Sa moyenne au bâton ne s'élève qu'à ,026 en séries éliminatoires, avec à peine 5 coups sûrs en 35 présences au bâton, dont un 0 en 10 dans la Série mondiale 2013 perdue par Saint-Louis contre Boston. Les Cardinals engagent l'arrêt-court Jhonny Peralta en prévision de la saison 2014, et Kozma ne dispute que 14 parties de l'équipe durant cette campagne.
En 2015, il dispute 76 matchs des Cardinals mais ne frappe que pour ,152 de moyenne au bâton.

### Yankees de New York
Kozma signe le 30 novembre 2015 un contrat des ligues mineures avec les Yankees de New York.